# Han Yuchen
 (octobre 2017).
Han Yuchen (chinois simplifié : 韩玉臣 ; chinois traditionnel : 韓玉臣 ; pinyin : hán yùchén) né en 1954 à Handan, dans la province de Hebei en Chine est un artiste chinois, peintre, photographe et calligraphe, également collectionneur de peintures. 
Il a créé des musées en Chine avec le Président du groupe Handan Sun. Han Yuchen est connu pour ses peintures à l'huile dont l'inspiration et le thème principal sont le Tibet. Son travail réaliste a été présenté au sein d'expositions en Chine, aux États-Unis, au Royaume-Uni, en France ou encore en Italie
Il est le vice-président de l'association des calligraphes de la province du Hebei. Il est aussi le fondateur du Han Yuchen Museum dédié à la peinture à l'huile et qui a notamment en juillet 2019 organisé la plus grande rétrospective en Asie du maître roumain de la peinture Corneliu Baba.

## Biographie
Né en 1954, Han Yuchen apprend à aimer la calligraphie et la peinture dès son plus jeune âge. En 1971, il fait ses études à l’Atelier de Création Artistique de Handan sous la direction de Li Hua (李桦), Su Gaoli (苏高礼) et Liang Yulong, professeurs à l’Académie Centrale des Beaux-Arts de Chine (CAFA), Chine. C'est là qu'il développe son art de la calligraphie et de la peinture et découvre les œuvres de Dong Xiwen et Chen Danqing qui déclenchent chez lui une fascination pour le Tibet. 
Durant la Révolution Culturelle (1966-1976), le père de Han doit s’exiler à la campagne avec sa famille. Cette situation ne sera pas sans effet sur Han Yuchen et impactera également sa vie d’adulte. Après avoir étudié auprès d’influents artistes, Han tente le concours d’entrée à l’Académie Centrale des Beaux-Arts de Chine mais les déboires politiques de sa famille le disqualifieront d'office. En 1978, le peintre Zhang Wenxin accepte de devenir son professeur [réf. nécessaire]. Aujourd’hui encore, il continue à l’accompagner dans son parcours artistique. Dans le sillage de nombreuses générations de calligraphes chinois, ils ont tous deux effectués plusieurs voyages d’initiation artistique dans les montagnes chinoises. Han Yuchen a donc reçu une éducation traditionnelle qui se reflète dans son art.
Han Yuchen est également un collectionneur de tableaux impressionnistes, l’École de Barbizon ayant sa préférence. En 2007, il a ouvert un musée pour exposer sa collection d’œuvres impressionnistes ainsi que ses œuvres personnelles. Il est citoyen honoraire de la ville de Barbizon.
Han Yuchen est principalement représenté en Europe par la galerie Berko Fine Paintings, en Belgique.

## Expositions
- 2019 : « Splendore e Purezza: Il Tibet nell'arte di Han Yuchen », Palazzo Ducale, Gênes, Italie
- 2019 :  « Realm of Purity »[8], Palazzo Riccardi Medici - Florence, Italie[9]
- 2019 :  « Chinese Resonance », Complesso del Vittoriano, Rome, Italie
- 2018 :  « Han Yuchen Oil Paintings »,  China National Museum, Beijing, Chine[10]
- 2018 : « Masterpiece London », Londres, Royaume-Uni[11]
- 2017 : « Masterpiece London », Londres, Royaume-Uni
- 2016 : « Splendeur et Pureté: Exposition de Peintures à l’huile de Han Yuchen », Lhassa, Chine
- 2015 : « Point Art Monaco Salon », Monaco
  - au musée de recherche de l'Académie russe des beaux-arts, Saint-Pétersbourg, Russie[5].
- 2014 : « Wutuwumin – Série des Plaines Centrales Fertiles », Musée d’Art du Shandong, Jinan, Chine
  -  « La 12e Exposition d’Art National », Tianjin, Chine
  - « Le Salon d’Automne », Paris, France
- 2013 : « Splendeur et Pureté: Expositions des Peintures à l’huile, Calligraphies et Photographies de Han Yuchen en Europe », Knokke-Heist (Belgique), Paris, Musée des arts décoratifs[1] (France), Bruxelles (Belgique)
  - « Exposition de Peintures à l’huile du Luxuriant Sud-Ouest de la Chine — Ma Terre Natale et mes Compatriotes », Musée de Chongqing, Chongqing, Chine
- 2012 : « Photographies du Pôle Nord par Han Yuchen », Musée Han Yuchen – Groupe Handan Sun, Handan, Chine
  -  « Shanghai Fine Jewelry and Art Fair », Shanghai, Chine
  - « La 6e Exposition Sino-Européenne de Calligraphies et de Peintures », Madrid, Espagne
- 2011 : « La 1re Exposition de Rouleaux Artisanaux de Calligraphies Chinoises », Pékin, Chine
- 2008 : « Les meilleurs Calligraphies, Peintures et Photographies de Han Yuchen », Musée Han Yuchen – Groupe Handan Sun, Handan, Chine
- 2007 : « Exposition de Calligraphies et Chefs-d’œuvre de Peintures », Rongbao Zhai, Pékin, Chine
  - « Paradis et Royaume Enchanté – Exposition de Photographies de Shangri-La par Han Yuchen », Lhassa, Chine
- 2006 : « Chefs-d’œuvre de 100 Meilleurs Calligraphes et Peintres Chinois », Chine
  - « La 1re Exposition de Calligraphies d’Écriture Cursive », Chine
- 2004 : « La 1re Exposition du Grand Caractère », Qinhuangdao, Chine
- 2002 : « Exposition des Calligraphies, Peintures et Photographies d’Han Yuchen », Musée de Handan, Handan, Chine
- 1983 : « Exposition de Peintures à Handan », Handan, Chine
- 1982 : « Exposition de Peintures de la province du Hebei », Shijiazhuang, Chine

## Prix
- 2003 : Médaille d’or et d’argent au 152e Salon des Beaux Arts en France
- 2012 : L’album Le Pays des Neiges éternelles, album photographique des paysages d’Han Yuchen est vainqueur du Top 10 des Albums Photos 2012 en Chine
- 2010 : Médaille d’argent de la 20e Exposition Photographique du Hebei, Chine
- 2006 : Médaille d’argent du 3e concours de Calligraphie Ouyang Xun, Chine
- 2004 : Prix du 1er mai de la Province du Hebei, Chine